# 1974 na música

## Eventos
- A banda alemã de música eletrônica Kraftwerk lança o álbum Autobahn, seu primeiro grande sucesso internacional.
- Secos e Molhados, após lançamento do segundo disco, é anunciado o término da segunda formação do grupo.
- O grupo The Jackson 5 lançam o disco Dancing Machine (álbum).
- KISS gravam seu primeiro CD : auto-intitulado, e meses mais tarde o Hotter Than Hell
- O grupo sueco ABBA vence o Festival Eurovisão da Canção 1974 representando a Suécia e torna-se um grupo famoso e milionário com a música "Waterloo", que logo lançou o álbum com o nome da música e com sucessos como a própria "Waterloo", "Honey, Honey" e "Hasta Mañana".
- Cher lança dois Hits marcantes para história da música : Half-Breed & Dark Lady!
- Rita Lee e o seu grupo Tutti Frutti gravam Atrás do porto tem uma cidade.
- Chico Buarque lança o disco Sinal Fechado, com apenas uma música de sua autoria, devido a censura.
- Arnaldo Baptista lança o disco "Loki".
- O cantor e compositor cearense Ednardo, ex-Pessoal do Ceará faz estreia solista em seu LP, "O Romance do Pavão Mysteriozo" tendo a faixa "Pavão Mysteriozo" que dois anos depois seria tema da novela Saramandaia, da Rede Globo, e também uma música de Belchior intitulado "A Palo Seco".
- Jorge Ben grava o décimo primeiro disco "A Tábua de Esmeralda".
- Judas Priest lança seu primeiro album "Rocka Rolla"
- O álbum da banda Wings, Band on the Run é o mais vendido do ano.
- A banda americana Ramones faz sua apresentação no CBGB.
- A banda britânica Black Sabbath faz uma apresentação no festival California Jam
- A banda canadense de rock progressivo Rush lança seu álbum de estréia, nomeado Rush (álbum), e meses mais tarde, lançam seu segundo álbum de estúdio, Fly by Night, já com Neil Peart na bateria.

## Nascimentos
| Data            | Nome                   | Profissão                                    | Nacionalidade  | Observações | Ref |
| --------------- | ---------------------- | -------------------------------------------- | -------------- | ----------- | --- |
| 3 de Janeiro    | MV Bill                | rapper                                       | Brasil         |             |     |
| 12 de Janeiro   | Melanie Chisholm       | cantora                                      | Inglaterra     |             |     |
| 22 de Fevereiro | James Blunt            | cantor                                       | Inglaterra     |             |     |
| 13 de Fevereiro | Robbie Williams        | cantor                                       | Inglaterra     |             |     |
| 17 de Fevereiro | Niikura Kaoru          | guitarrista                                  | Japão          |             |     |
| 4 de Março      | Gabriel, O Pensador    | cantor e compositor                          | Brasil         |             |     |
| 31 de Março     | Stefan Olsdal          | baixista                                     | Suécia         |             |     |
| 17 de Abril     | Victoria Beckham       | cantora                                      | Inglaterra     |             |     |
| 22 de Abril     | Belo                   | cantor                                       | Brasil         |             |     |
| 3 de Maio       | Fernando Alvim         | apresentador e D.J.                          | Brasil         |             |     |
| 8 de maio       | Agallah                | rapper e produtor musical                    | Estados Unidos |             |     |
| 16 de Maio      | Laura Pausini          | cantora                                      | Itália         |             |     |
| 17 de Maio      | Andrea Corr            | cantora                                      | Irlanda        |             |     |
| 1 de Junho      | Alanis Morissette      | cantora                                      | Canadá         |             |     |
| 3 de junho      | Kelly Jones            | cantor e compositor                          | País de Gales  |             |     |
| 4 de Junho      | Stefan Lessard         | baixista                                     | Estados Unidos |             |     |
| 22 de Junho     | Joelma Mendes          | cantora                                      | Brasil         |             |     |
| 28 de Junho     | Patrícia Marx          | cantora                                      | Brasil         |             |     |
| 11 de Julho     | Lil' Kim               | rapper                                       | Estados Unidos |             |     |
| 12 de Julho     | Sharon den Adel        | vocalista                                    | Países Baixos  |             |     |
| 8 de agosto     | Preta Gil              | cantora e atriz                              | Brasil         |             |     |
| 4 de Setembro   | Carmit Bachar          | cantora e dançarina                          | Estados Unidos |             |     |
| 9 de Setembro   | Ana Carolina (cantora) | cantora                                      | Brasil         |             |     |
| 4 de Novembro   | Louise Redknapp        | cantora                                      | Inglaterra     |             |     |
| 5 de Novembro   | Angela Gossow          | cantora                                      | Alemanha       |             |     |
| 11 de novembro  | Static Major           | cantor de R&B, rapper, compositor e produtor | Estados Unidos | m. 2008     |     |
| 20 de Dezembro  | Andou Daisuke (Die)    | guitarrista                                  | Japão          |             |     |

## Mortes
| Data           | Nome                | Profissão              | Nacionalidade  | Observações | Ref |
| -------------- | ------------------- | ---------------------- | -------------- | ----------- | --- |
| 2 de janeiro   | Tex Ritter          | cantor                 | Estados Unidos | n. 1905     |     |
| 12 de Janeiro  | João da Baiana      | sambista               | Brasil         | n. 1887     |     |
| 2 de Fevereiro | Jean Absil          | compositor             | Bélgica        | n. 1893     |     |
| 24 de Maio     | Duke Ellington      | músico                 | Estados Unidos | n. 1899     |     |
| 22 de Junho    | Darius Milhaud      | compositor e professor | França         | n. 1892     |     |
| 29 de Julho    | Cass Elliot         | cantora                | Estados Unidos | n. 1941     |     |
| 27 de Agosto   | Lupicínio Rodrigues | compositor             | Brasil         | n. 1914     |     |
| 12 de outubro  | Pink Anderson       | cantor e músico        | Estados Unidos | n. 1900     |     |